# فرودگاه ووینس

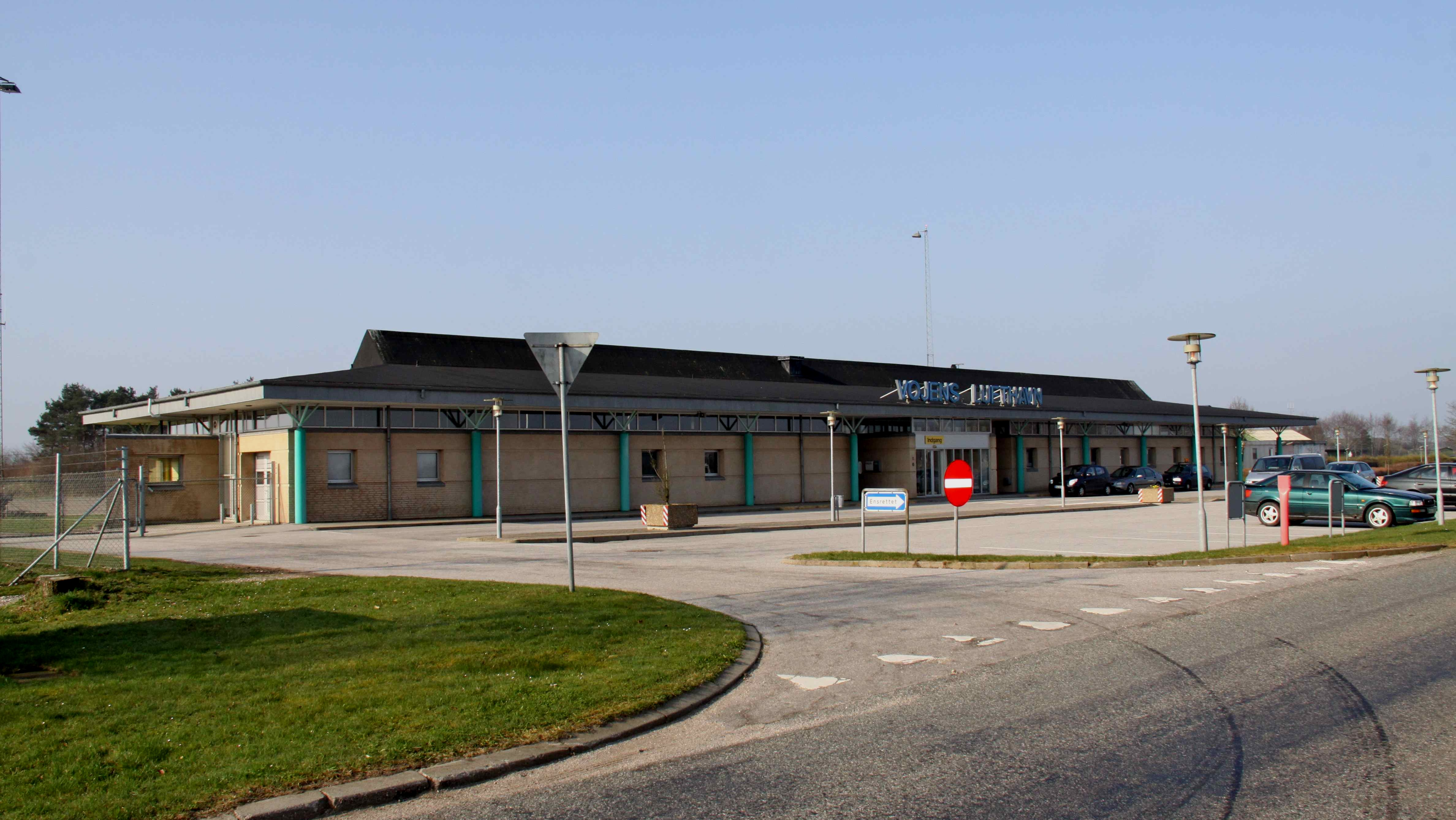
فرودگاه ووینس-دانمارک

فرودگاه ووینس  (به انگلیسی: Vojens Airport) (به زبان بومی: Vojens Lufthavn) یک فرودگاه   با کد یاتا SKS است . این فرودگاه در  کشور دانمارک قرار دارد .